# Spalangia gonatopoda
Spalangia gonatopoda is een vliesvleugelig insect uit de familie Pteromalidae. De wetenschappelijke naam is voor het eerst geldig gepubliceerd in 1823 door Ljung.